# Otokonoko
Otokonoko (男の娘 bogst. mandlig datter) er et begreb i japansk populærkultur for mænd, der crossdresser som kvinder. Ordet er et ordspil på 男の子, der også udtales otokonoko, men som betyder dreng (bogst. mandligt barn). Den sidste kanji, 子 der betyder barn, bliver bare her udskiftet med 娘, der betyder datter.
Begrebet stammer fra manga, japanske tegneserier, og internetkultur i 2001'erne, men konceptet reflekterer en bred spændvidde af tidligere traditioner og eksempler på mænd i kvindetøj, så som onnagata-rollerne i kabuki-teater og crossdressing entertaineren Akihiro Miwas karriere. I den nutidige udgave er det associeret med otaku-kulturen og har givet anledning til dedikerede maid caféer, modebutikker og en række forskellige medier. Det kombineres ofte med, at mænd crossplayer som fiktive kvindelige figurer.
I bred forstand kan otokonoko også dække over en genre indenfor fiktion om mænd, der crossdresser, og rettet mod et mandligt publikum. Det er en del af kategorier shounen (værker rettet mod drenge) og seinen (værker rettet mod mænd) og indeholder ofte erotiske eller romantiske elementer. Otokonoko-figurer dukker dog også i bredt rettede mangaer, anime og videospil.
Konceptet otokonoko svarer ikke til en vestlig kategori for seksuel identitet eller transseksualitet. En otokonoko kan have en hvilken som helst seksuel orientering.
Når det gælder manga og anime bliver otokonoko af og til i mangel af bedre oversat ved brug af det engelske begreb trap, der i denne kontekst dækker over drenge, der til forveksling ligner piger. Det skal dog understreges, at ordet også har andre betydninger og konnotationer i andre kontekster, og at begrebet kan opfattes som nedladende og ærekrænkende.